# Новоніколаєвка (Єрмекеєвський район)
Новонікола́євка (рос. Новониколаевка, башк. Яңы Николаевка) — присілок у складі Єрмекеєвського району Башкортостану, Росія. Входить до складу Нижньоулу-Єлгинської сільської ради.
Населення — 74 особи (2010; 80 в 2002).
Національний склад:
- чуваші — 67 %